# 周瑞旭
周瑞旭（？年—？年），字長度，號九日，江西吉安府吉水县人。明朝末年政治人物。

## 生平
治尚書，由府學生中天啓七年（1627年）丁卯科江西乡试舉人，崇祯四年（1631年）辛未科进士。刑部观政，授浙江临海县知县，九年丁忧去职。
族兄周瑞豹，天啓二年进士。